# Charaxes plutus
Charaxes plutus är en fjärilsart som beskrevs av Stoneham 1960. Charaxes plutus ingår i släktet Charaxes och familjen praktfjärilar. Inga underarter finns listade i Catalogue of Life.